# Boucicaut (métro de Paris)
Pour les articles homonymes, voir Boucicaut.
Boucicaut est une station de la ligne 8 du métro de Paris, située dans le 15e arrondissement de Paris.

## Situation
La station est implantée sous l'avenue Félix-Faure, au sud-ouest de l'intersection avec la rue de la Convention, à l'est du quartier administratif de Javel. Orientée selon un axe nord-est/sud-ouest, elle s'intercale entre les stations Lourmel et Félix Faure. En direction de Balard, il s'agit de la dernière station de la ligne présentant une configuration standard ; dans le sens opposé, elle est précédée d'un raccordement de service donnant accès à l'atelier de maintenance de Javel, lequel s'embranche en talon sur la voie en direction de Pointe du Lac à la sortie de la station Lourmel.

## Histoire
La station est ouverte le 27 juillet 1937 avec la mise en service du quatrième prolongement de la ligne 8, depuis La Motte-Picquet - Grenelle jusqu'à son terminus actuel de Balard au sud-ouest. Cette extension se substitue à l'ancien tronçon occidental de la ligne qui avait pour terminus Porte d'Auteuil, rétrocédé à la ligne 10 à la suite du remaniement des lignes 8, 10 et de l'ancienne ligne 14 (cette dernière constituant depuis 1976 une partie de l'actuelle ligne 13).
La station doit sa dénomination à sa proximité avec l'ancien hôpital Boucicaut d'une part et la courte rue Boucicaut (actuelle rue Marguerite-Boucicaut) d'autre part, ainsi nommés en hommage au couple de philanthropes Marguerite et Aristide Boucicaut, fondateurs de l'hôpital précité.
La station est ainsi la quatrième d'une série de huit à s'être vue attribuer le nom d'une femme, après Barbès - Rochechouart (lignes 2 et 4), Madeleine (lignes 8, 12 et 14) et Chardon-Lagache (ligne 10). Suivront ensuite les stations Louise Michel (ligne 3) et, plus récemment, Pierre et Marie Curie (ligne 7), Barbara (ligne 4) ainsi que Bagneux - Lucie Aubrac (ligne 4 et future ligne 15).
Comme un tiers des stations du réseau entre 1974 et 1984, les quais sont modernisés par l'adoption du style décoratif « Andreu-Motte », de couleur orange avec le renouvellement du carrelage blanc biseauté en l'occurrence, ce qui entraîne la disparition des faïences d'origine dans le style d'entre-deux-guerres de l'ex-CMP sur les piédroits, décoration caractérisée par des cadres publicitaires de couleur miel à motifs végétaux et le nom de la station incorporé dans la céramique murale.
Dans le cadre du programme « Renouveau du métro » de la RATP, les couloirs de la station et la salle de distribution des titres de transport sont rénovés à leur tour le 27 mars 2007.

## Services aux voyageurs

### Accès
La station dispose de cinq accès, tous ornés de balustrades en fer forgé de type Dervaux et, pour les trois premiers, d'un candélabre dans ce même style décoratif des années 1930 :
- l'accès no 1 « Rue Sarasate », constitué d'un escalier fixe, débouchant au droit du no 107 de la rue de la Convention et du no 44 de l'avenue Félix-Faure ;
- l'accès no 2 « Rue Henri-Bocquillon », constitué d'un escalier fixe, se trouvant face au no 111 de la rue de la Convention ;
- l'accès no 3 « Rue de la Convention », constitué d'un escalier fixe, se situant au droit du no 108 de la rue précitée ;
- l'accès no 4 « Avenue Félix-Faure », constitué d'un escalier fixe, débouchant face au no 41 de cette même avenue ;
- l'accès no 5 « Rue Duranton », constitué d'un escalier mécanique montant permettant uniquement la sortie, se trouvant au droit du no 46 de l'avenue Félix-Faure.

Accès à la station
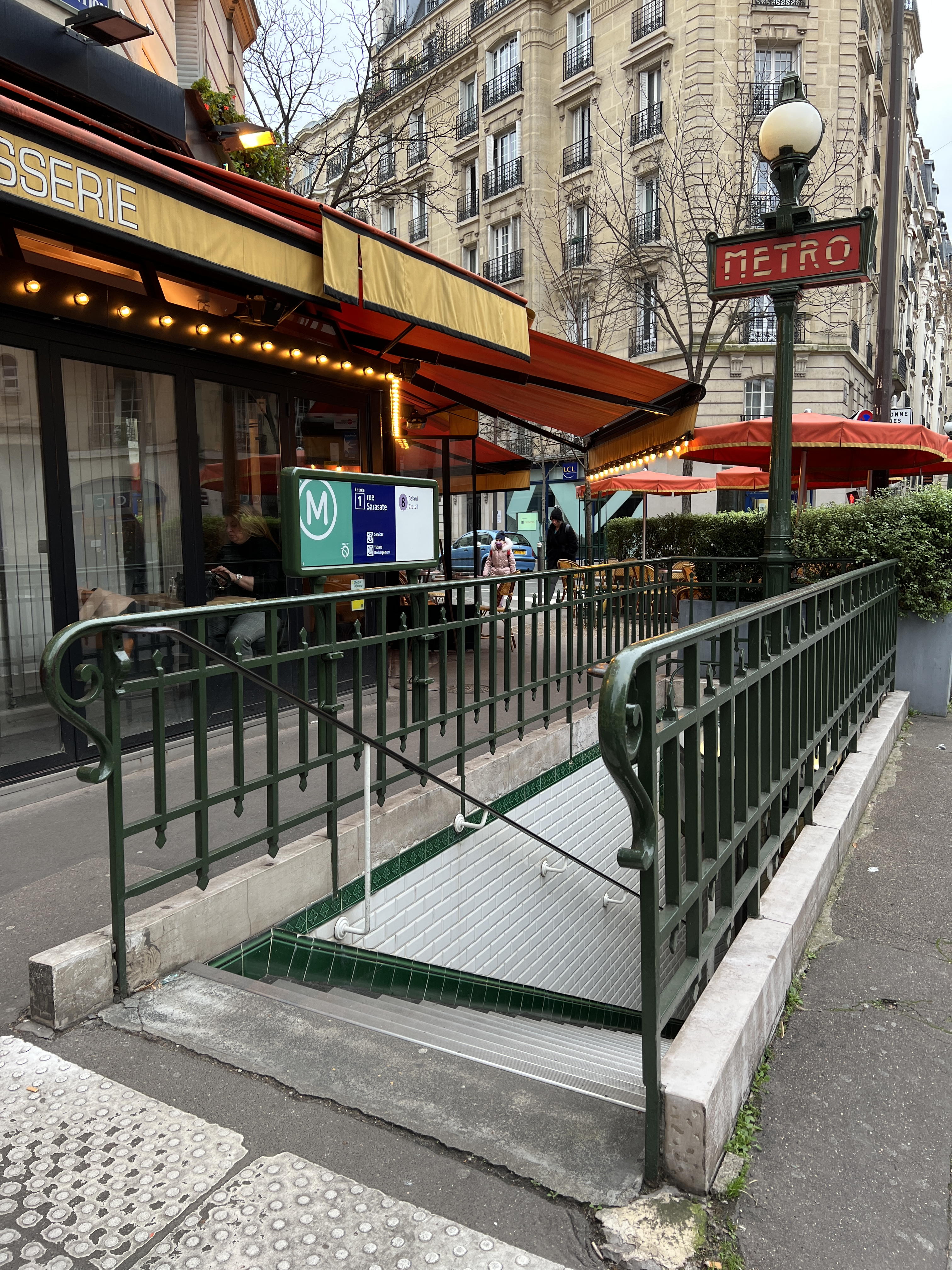
L'accès no 1, « Rue Sarasate ».
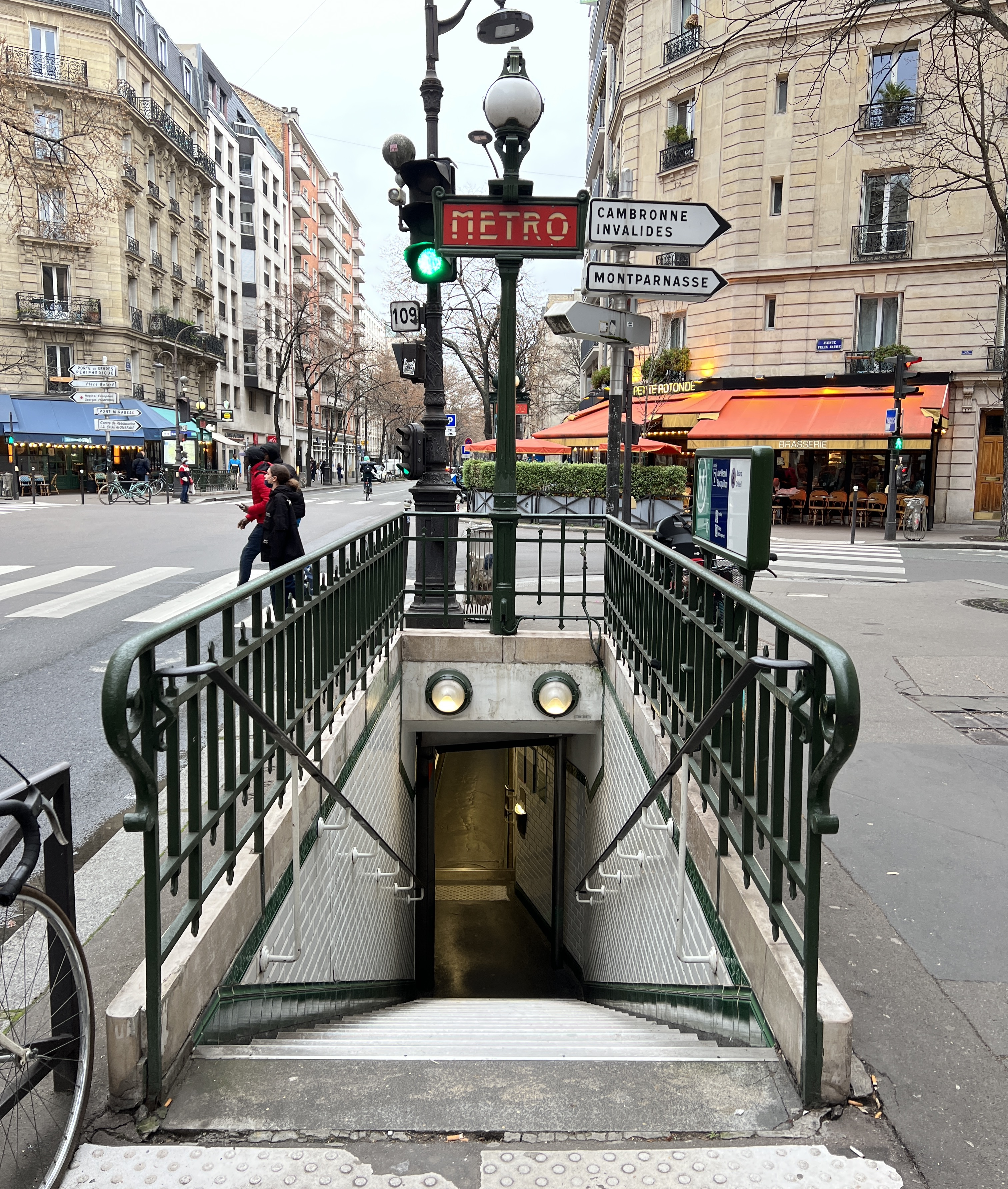
L'accès no 2, « Rue Henri-Bocquillon ».
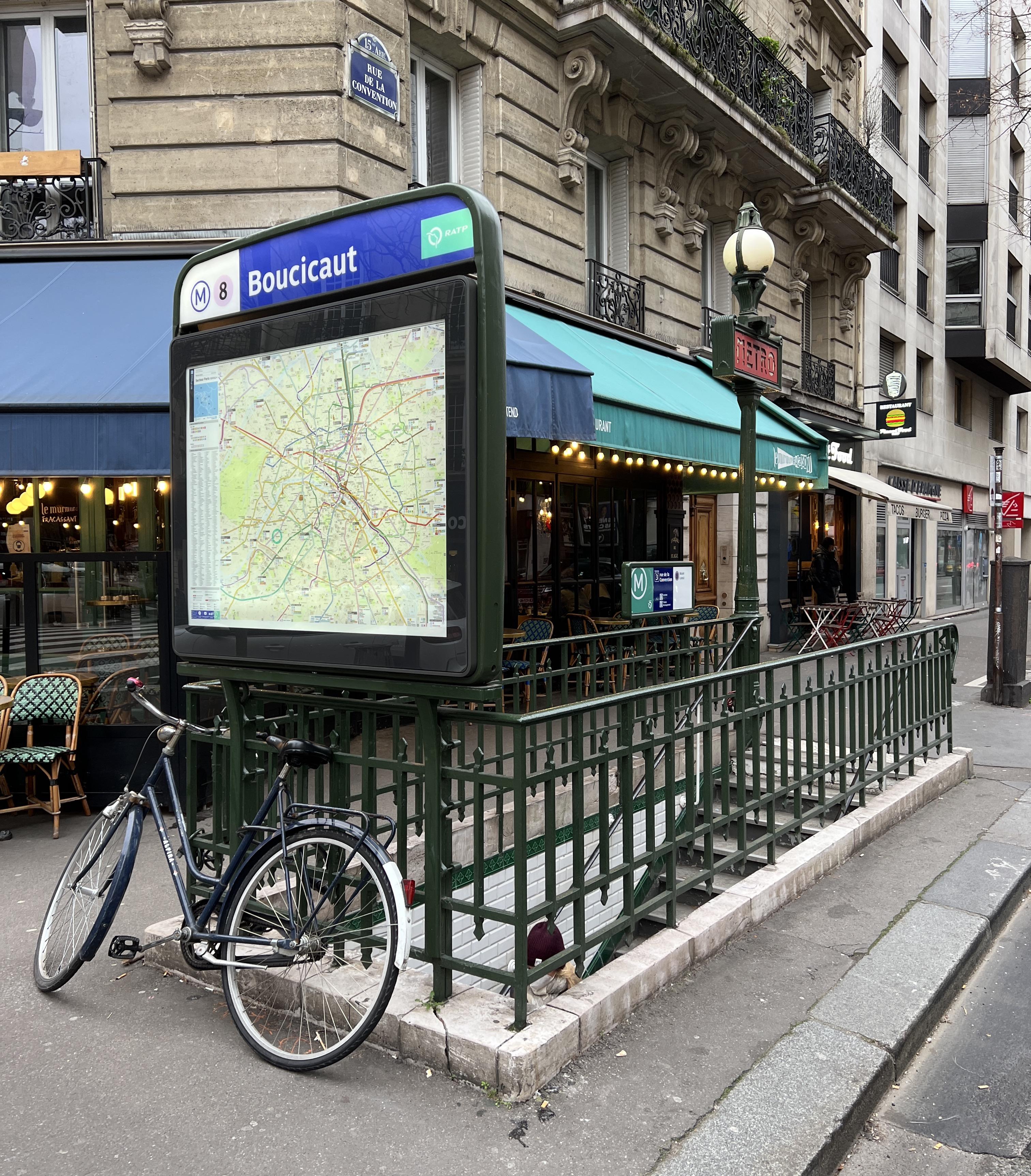
L'accès no 3, « Rue de la Convention ».
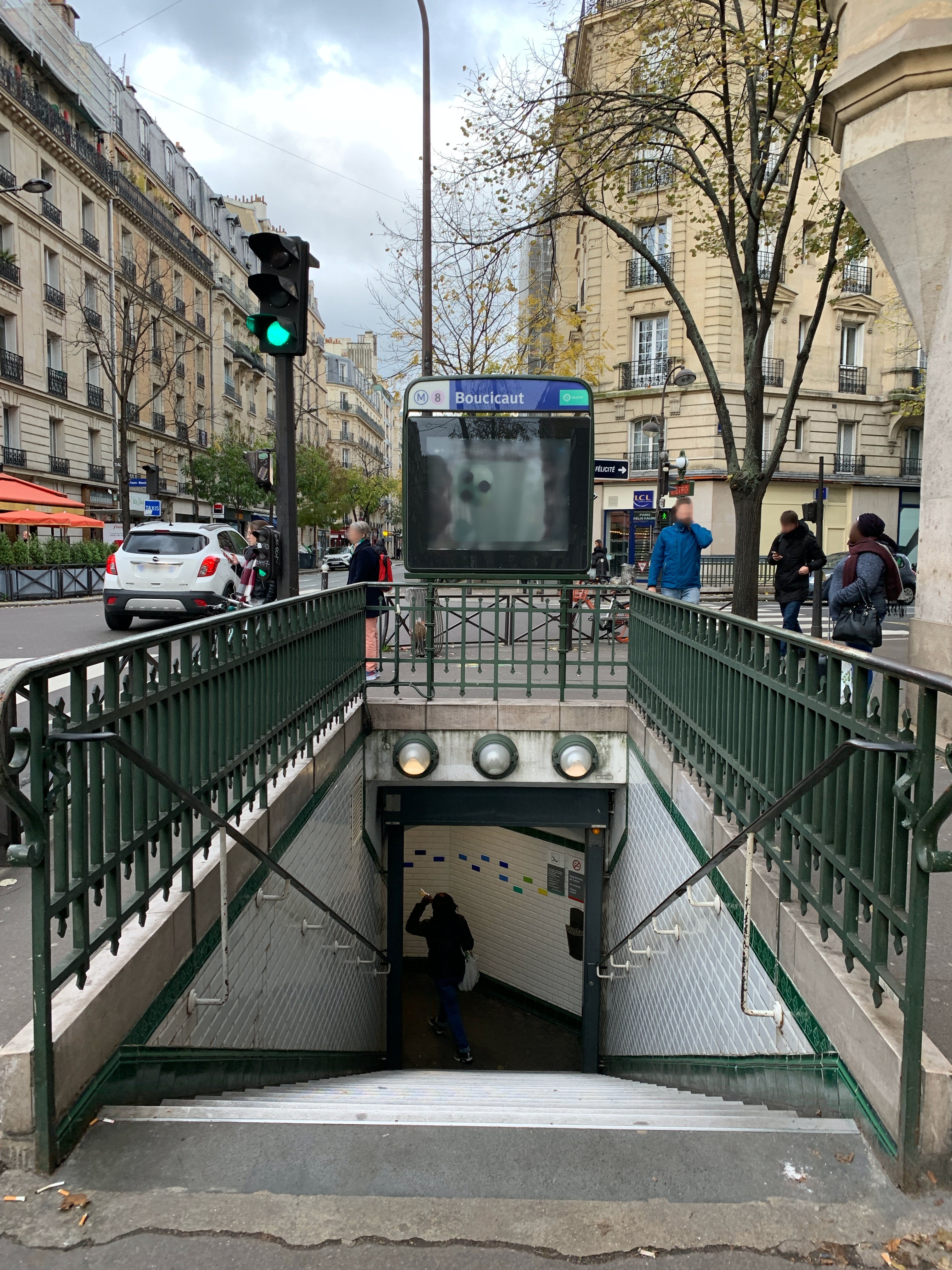
L'accès no 4, « Avenue Félix-Faure ».
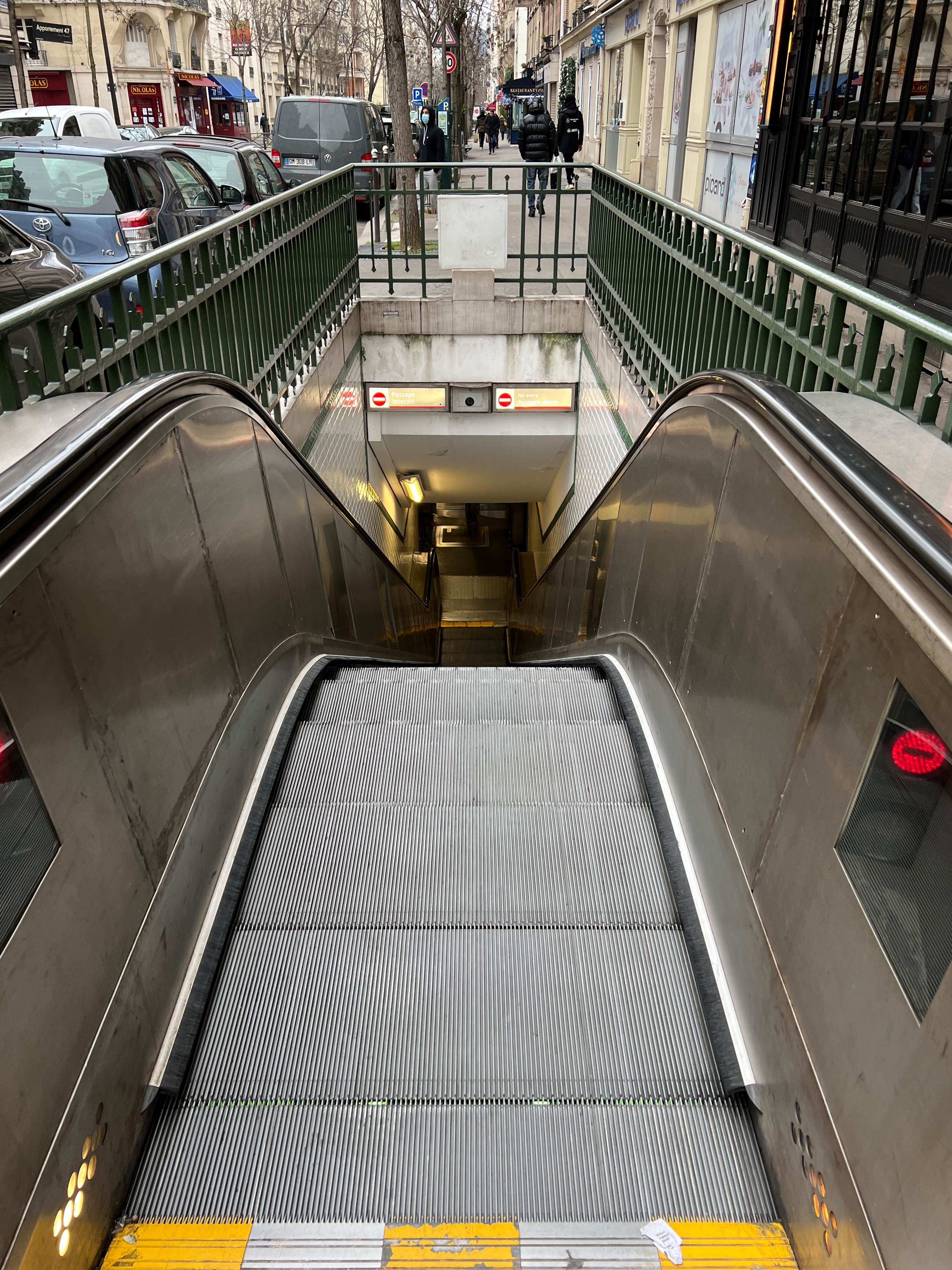
La sortie no 5, « Rue Duranton ».

### Quais
Boucicaut est une station de configuration standard pour le métro de Paris : elle possède deux quais, d'une longueur de 105 mètres, séparés par les voies du métro situées au centre et la voûte est elliptique. La décoration est de style « Andreu-Motte » avec deux rampes lumineuses de couleur orange, des banquettes et tympans recouverts de carrelage orange plat ainsi que des sièges « Motte » de même teinte sur ces dernières. Ces aménagements sont mariés avec les carreaux de céramique blancs biseautés qui recouvrent les pieds-droits, la voûte ainsi que les débouchés des couloirs. Les cadres publicitaires sont métalliques et le nom de la station est inscrit en police de caractères Parisine sur des plaques émaillées.
Il s'agit d'une des rares stations à présenter encore le style « Andreu-Motte » dans son intégralité, si l'on exclut les débouchés des couloirs et l'emploi de la typographie Parisine en remplacement des lettres capitales d'origine sur les plaques nominatives.

Quais de la station
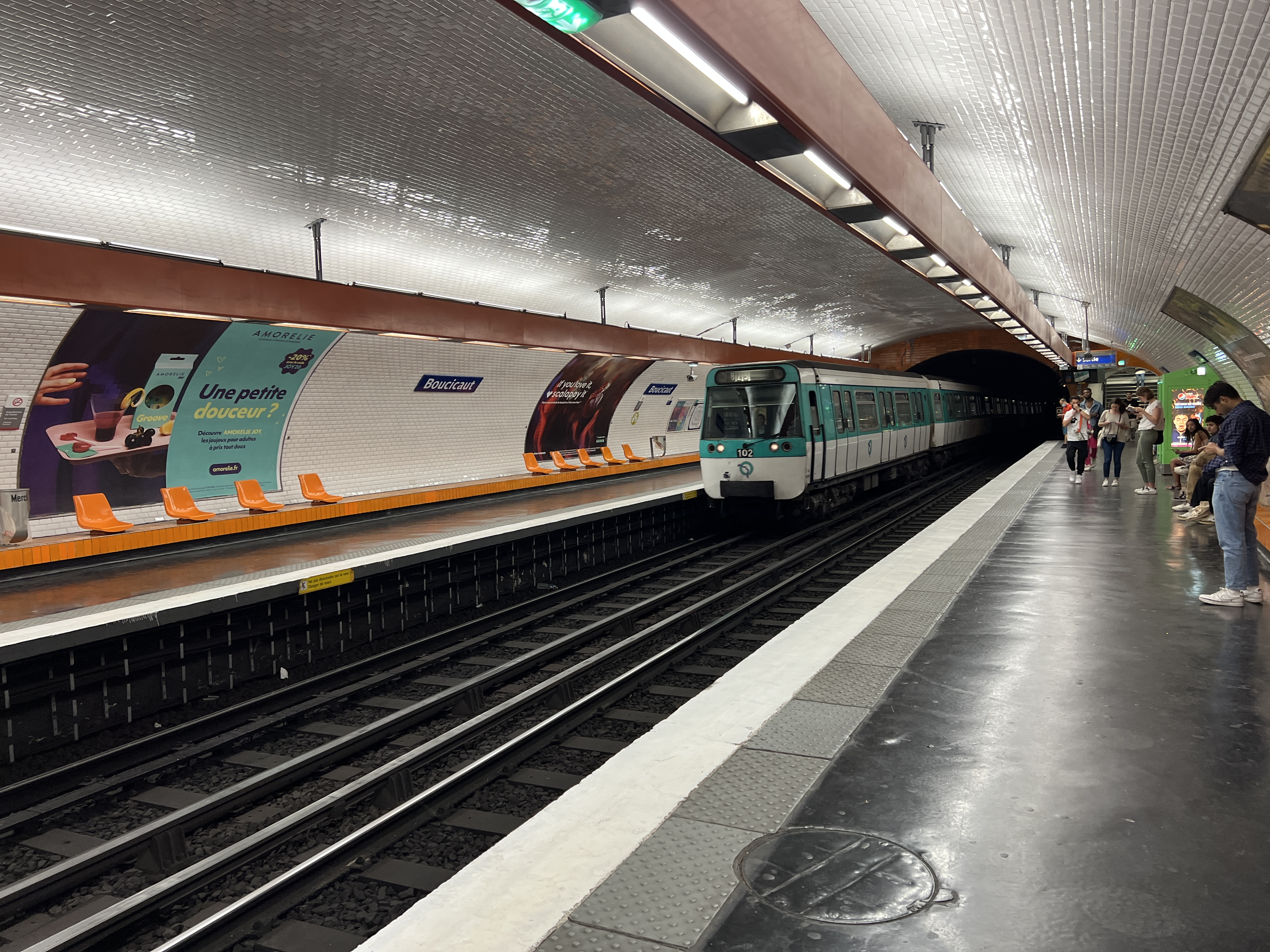
Les quais vus en direction de Pointe du Lac.
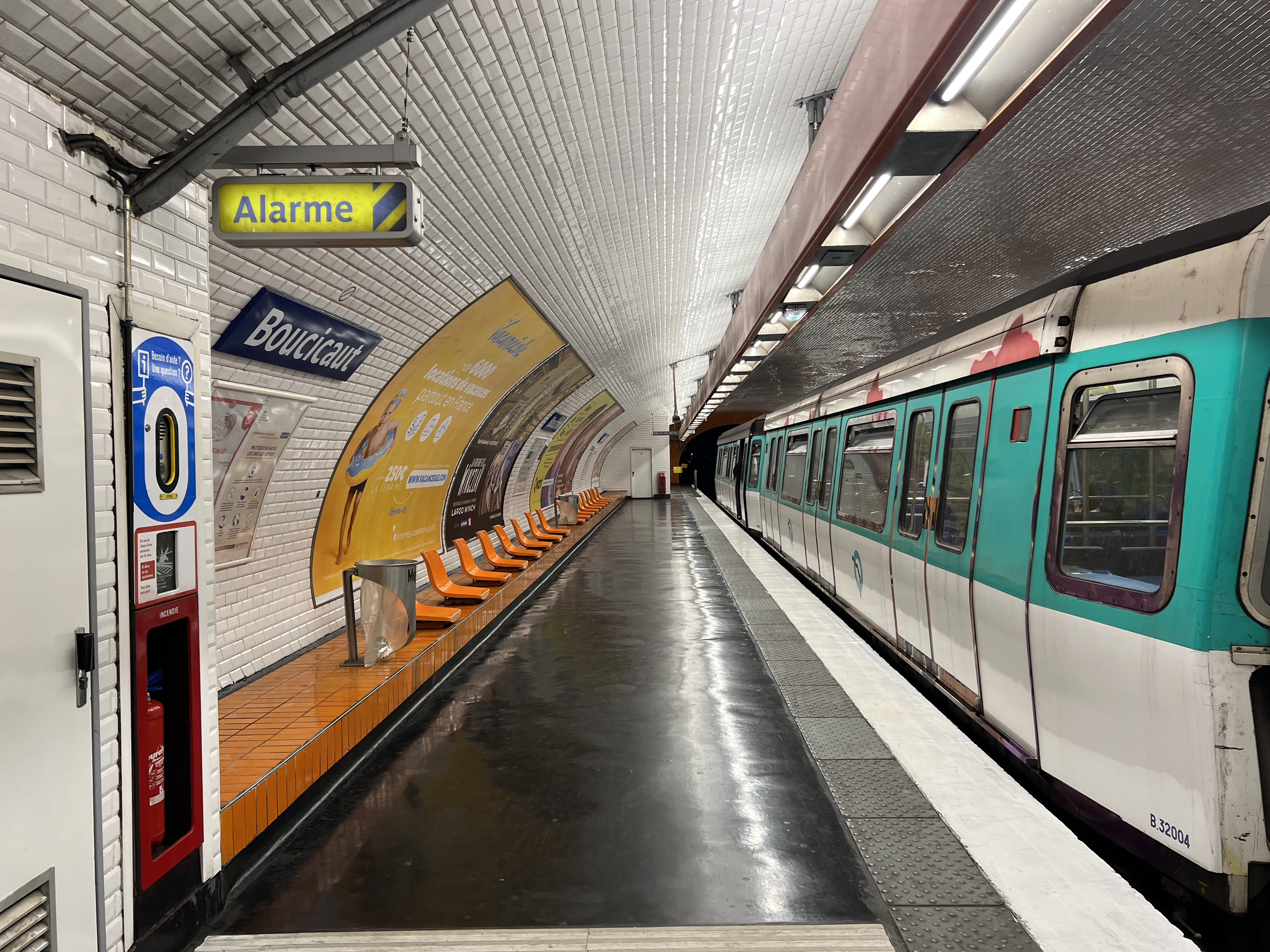
Rame MF 77 marquant l'arrêt en direction de Pointe du Lac.
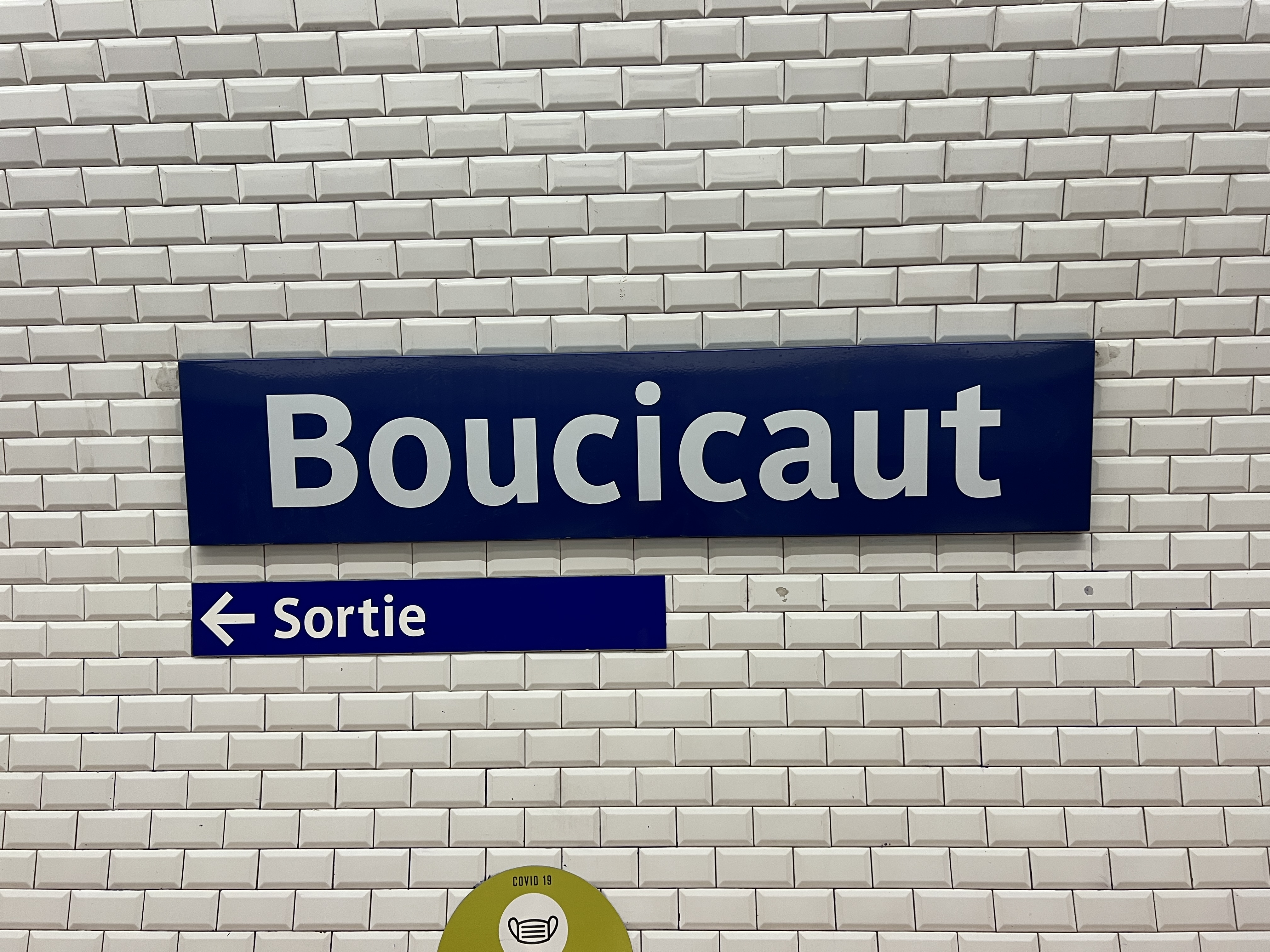
Plaque émaillée indiquant le nom de la station.

### Intermodalité
La station est desservie par la ligne 62 du réseau de bus RATP.

## Fréquentation
Nombre de voyageurs entrés à cette  station :
| Année                      | 2013      | 2014      | 2015      | 2016      | 2017      | 2018      | 2019      | 2020      | 2021      |
| -------------------------- | --------- | --------- | --------- | --------- | --------- | --------- | --------- | --------- | --------- |
| Nombre de voyageurs par an | 3 030 137 | 3 106 974 | 3 190 091 | 3 172 612 | 3 318 843 | 3 403 615 | 3 152 108 | 1 734 347 | 2 288 055 |
| Rang                       | 178e      | 171e      | 167e      | 165e      | 162e      | 162e      | 162e      | 141e      | 152e      |
| Nombre de stations         | 302       | 302       | 302       | 302       | 302       | 302       | 302       | 304       | 304       |

## À proximité
- Square Duranton
- Ancien hôpital Boucicaut
- Jardin Marguerite-Boucicaut

## Culture
Michel Houellebecq fait référence à cette station dans un poème intitulé « Station Boucicaut ».